# Christian Donhauser
Hans Christian Friedrich Donhauser (ur. 9 września 1894, zm. 13 stycznia 1919) – as lotnictwa niemieckiego (Luftstreitkräfte) z 19 zwycięstwami w I wojnie światowej.

## Życiorys
Służył jako pilot w FFA 10. Razem z obserwatorem por. Hemplerem odnieśli w jednostce jedno zwycięstwo powietrzne 18 maja 1918. Christian Donhauser na własną prośbę został skierowany do szkoły pilotów myśliwskich Jastaschule I. W lipcu 1918 roku został przydzielony do Jagdstaffel 17. Pierwsze zwycięstwo w jednostce odniósł 20 sierpnia nad samolotem Breguet 14. 25 sierpnia odniósł swoje 5. zwycięstwo, uzyskując tytuł asa. Do końca wojny jego konto powiększyło się do 19 zestrzelonych samolotów i balonów obserwacyjnych wroga. Po zakończeniu wojny służył w Reichswehrze i został awansowany na stopień porucznika. Zginął w wypadku lotniczym 13 stycznia 1919 roku w okolicach Koblencji. Został pochowany na cmentarzu Hamburg-Harburg.
14 lipca 1918 roku Christian Donhauser zestrzelił samolot Nieuport 28 pilotowany przez Quentina Roosevelta z No. 94 Squadron RAF. Quentin Roosevelt, najmłodszy syn prezydenta Theodorea Roosevelta, zginął na miejscu. Oficjalnie to zwycięstwo powietrzne nie zostało potwierdzone.

## Odznaczenia
- Krzyż Żelazny I Klasy
- Krzyż Żelazny II Klasy
- pruski Złoty Krzyż Zasługi Wojskowej – 9 października 1918